# Nekrolog 1806
Nekrolog
◄◄
| ◄
| 1802
| 1803
| 1804
| 1805
| 1806 | 1807 | 1808 | 1809 | 1810 | ► | ►►
Weitere Ereignisse | Allgemeiner Nekrolog 1806
Die Beschreibung der verstorbenen Person sollte so kurz wie möglich gehalten sein und nur deren signifikante Tätigkeit(en) enthalten.
Neue Namen ggf. auch unter dem Geburts- und Sterbedatum, also etwa unter 1. Januar und im Geburts- und Sterbejahr (2024) eintragen (nur bei entsprechender großer Wichtigkeit). Für Beispiele siehe die schon vorhandenen Artikel.
Außerdem über die fünf zuletzt Verstorbenen, zu denen es einen ausreichend guten Artikel für eine Präsentation auf der Hauptseite gibt, nach der todesbedingten Überarbeitung der Artikel ggf. auch unter Wikipedia Diskussion:Hauptseite informieren und sie am besten auch in den anderen Wikipedia-Sprachversionen eintragen. Tipp: Regelmäßig bei news.google.de nach „ist tot“, „gestorben“ oder „verstorben“ suchen.
Wenn eine Person gestorben ist, gibt es viele Seiten zu dieser Person in der Wikipedia, die davon auch betroffen sind und entsprechend aktualisiert werden müssen. Beispiele: Namenübersichtsseite, Geburtsjahr, Geburtsort-Seiten und viele mehr.
Wie finde ich die betroffenen Seiten?
Im Suchfeld auf der linken Seite gibt man den Suchbegriff so ein: „Vorname Nachname“. Dann klickt man auf Volltext und alle Seiten mit entsprechendem Suchtext werden aufgerufen. Hier sieht man dann schnell, wo auch das Todesjahr Sinn macht oder sogar ein Teil des Artikels angepasst werden muss. Auch hilft das „Werkzeug“ auf der linken Seite sehr gut, um solche Seiten aufzufinden: „Links auf diese Seite“. Somit ist die Wikipedia wieder aktuell in allen Bereichen! Hinweis: bei Eintragung der Kategorie „Gestorben JAHR“ wird der Missbrauchsfilter 49 ausgelöst, was jedoch nicht schlimm ist. Siehe: Spezial:Missbrauchsfilter/49
Dies ist eine Liste von im Jahr 1806 verstorbenen bekannten Persönlichkeiten. Die Einträge erfolgen innerhalb der einzelnen Daten alphabetisch sortiert. Tiere sind im Nekrolog für Tiere zu finden.

## Januar
| Tag        | Name                                | Beruf, bekannt als                                                                            | Alter | Beleg |
| ---------- | ----------------------------------- | --------------------------------------------------------------------------------------------- | ----- | ----- |
| 5. Januar  | Karl Alexander                      | Markgraf von Brandenburg-Ansbach und Brandenburg-Bayreuth                                     | 69    |       |
| 6. Januar  | Johann Heinrich Riesener            | deutscher Möbeltischler                                                                       | 71    |       |
| 12. Januar | Manuel Abad y Lasierra              | spanischer Bischof                                                                            | 76    |       |
| 13. Januar | Georg Lorenz Bauer                  | deutscher lutherischer Theologe                                                               | 50    |       |
| 13. Januar | Friedrich Adrian von Borcke         | preußischer Generalleutnant, Chef des Infanterieregiments Nr. 30                              | 72    |       |
| 13. Januar | Franz Spohn                         | Korporal im 36. Infanterieregiment in der französischen Armee                                 | 29    |       |
| 15. Januar | Charlotte Elisabethe Zobel          | Heilbronner Kaufmannstochter, wurde als Vorbild für Kleists Käthchen von Heilbronn diskutiert | 31    |       |
| 16. Januar | Nicolas Leblanc                     | französischer Arzt, Chemiker und Fabrikant                                                    | 63    |       |
| 17. Januar | Franz von Werneck                   | österreichischer Feldmarschallleutnant                                                        | 57    |       |
| 21. Januar | Friedrich August Weber              | deutscher Komponist, Arzt und Schriftsteller                                                  | 52    |       |
| 23. Januar | Stefan Lewiński                     | griechisch-katholischer polnischer Geistlicher                                                | 69    |       |
| 23. Januar | William Pitt der Jüngere            | britischer Premierminister                                                                    | 46    |       |
| 26. Januar | Richard Law                         | US-amerikanischer Jurist und Politiker                                                        | 72    |       |
| 26. Januar | Jean-Joseph Mounier                 | Politiker während der Französischen Revolution                                                | 47    |       |
| 26. Januar | Johann Christoph Friedrich Schulz   | deutscher evangelischer Theologe                                                              | 58    |       |
| 26. Januar | Christian Wilhelm Westerhoff        | deutscher Komponist                                                                           |       |       |
| 28. Januar | Franz Güssmann                      | österreichischer Jesuit und Physiker                                                          | 64    |       |
| 28. Januar | Konrad Daniel Schumacher            | deutscher lutherischer Geistlicher, Generalsuperintendent                                     | 69    |       |
| 28. Januar | Maria Gertrud Wieler                | Priorin der Klöster Libingen und St. Gallenberg                                               | 70    |       |
| 30. Januar | Ernst Ludwig Wilhelm von Dacheröden | deutscher Beamter                                                                             | 41    |       |
| 30. Januar | Christian Friedrich Quandt          | deutscher Arzt und Schriftsteller                                                             | 39    |       |
| 31. Januar | Gottlieb Ignaz von Ezdorf           | deutscher Schriftsteller und Verwaltungsbeamter                                               | 62    |       |

## Februar
| Tag         | Name                                                              | Beruf, bekannt als                                                                                                 | Alter | Beleg |
| ----------- | ----------------------------------------------------------------- | --- | ----- | ----- |
| 1. Februar  | Charles-Nicolas Favart                                            | französischer Schauspieler und Schriftsteller                                                                      | 56    |       |
| 2. Februar  | John Bird                                                         | US-amerikanischer Jurist und Politiker                                                                             | 37    |       |
| 2. Februar  | Daniel Rogers                                                     | US-amerikanischer Politiker                                                                                        | 52    |       |
| 3. Februar  | Nicolas Edme Restif de la Bretonne                                | französischer Romancier                                                                                            | 71    |       |
| 5. Februar  | Charlotte-Jeanne Béraud de la Haye de Riou, Marquise de Montesson | französische Adlige und Schriftstellerin                                                                           | 67    |       |
| 6. Februar  | Pierre-François Bienaymé                                          | französischer Bischof und Naturforscher                                                                            | 68    |       |
| 6. Februar  | Abiel Foster                                                      | US-amerikanischer Politiker                                                                                        | 70    |       |
| 7. Februar  | Paulinus a Sancto Bartholomaeo                                    | christlicher Missionar und Indologe                                                                                | 57    |       |
| 7. Februar  | Ferdinand Friedrich Joachim von Elsner                            | preußischer Generalmajor                                                                                           | 62    |       |
| 7. Februar  | Christian Heinrich Groskurd                                       | deutscher Pädagoge und Autor                                                                                       | 58    |       |
| 8. Februar  | Friedrich Victor Lebrecht Plessing                                | deutscher Philosoph und Hochschullehrer                                                                            | 56    |       |
| 10. Februar | Johann Rudolf von Sporck                                          | k.k. Feldmarschall-Lieutenant                                                                                      | 50    |       |
| 10. Februar | Achille Tocip                                                     | französischer General                                                                                              | 39    |       |
| 11. Februar | Vicente Martín y Soler                                            | spanischer Komponist                                                                                               | 51    |       |
| 12. Februar | Andreas Stütz                                                     | österreichischer Geologe und Mineraloge                                                                            | 58    |       |
| 12. Februar | Franz Joseph von Wurmbrand-Stuppach                               | österreichischer Diplomat                                                                                          | 68    |       |
| 13. Februar | Sámuel Ambrózy                                                    | ungarischer lutherischer Theologe                                                                                  | 57    |       |
| 13. Februar | Peter Joseph Neyron                                               | deutscher Jurist und Hochschullehrer                                                                               |       |       |
| 14. Februar | Jean Dauberval                                                    | französischer Tänzer und Choreograf                                                                                | 63    |       |
| 15. Februar | Karl Ludwig Bogislav von Goetze                                   | königlich preußischer Generalleutnant, Chef des Infanterie-Regiments Nr. 19, Erbherr auf Wendemark (Kr. Osterburg) | 63    |       |
| 16. Februar | Franz von Weyrother                                               | österreichischer General                                                                                           |       |       |
| 18. Februar | Brigida Banti                                                     | italienische Opernsängerin                                                                                         | 50    |       |
| 20. Februar | Christian Karl Kanne                                              | Senator und Beisitzer des Oberhofgerichts und der Juristenfakultät Leipzigs und Vizebürgermeister von Leipzig      | 61    |       |
| 22. Februar | James Barry                                                       | irischer Maler | 64    |       |
| 23. Februar | Tommaso Giordani                                                  | italienischer Komponist                                                                                            |       |       |
| 24. Februar | Jean-François Collin d’Harleville                                 | französischer Dichter und Dramatiker                                                                               | 50    |       |
| 24. Februar | Carl Friedrich Hagemann                                           | deutscher Bildhauer                                                                                                | 33    |       |
| 25. Februar | Heinrich Christian Boie                                           | deutscher Schriftsteller und Herausgeber                                                                           | 61    |       |
| 26. Februar | Thomas Alexandre Dumas                                            | französischer General                                                                                              | 43    |       |
| 27. Februar | Hans Jakob Nägeli                                                 | Schweizer Pfarrer, Komponist und Chorleiter                                                                        |       |       |

## März
| Tag      | Name                                       | Beruf, bekannt als                                                                      | Alter | Beleg |
| -------- | ------------------------------------------ | --------------------------------------------------------------------------------------- | ----- | ----- |
| 1. März  | Chaim Joseph David Azulai                  | jüdischer Gelehrter, Kabbalist und Bibliograph                                          |       |       |
| 1. März  | Karl Heinrich von Paczensky und Tenczin    | königlich preußischer Generalmajor und zuletzt Kommandeur des Kürassier-Regiments Nr. 1 | 74    |       |
| 4. März  | Georg August Spangenberg                   | deutscher Rechtswissenschaftler und Hochschullehrer                                     | 67    |       |
| 5. März  | George Benjamin von Arnold                 | deutscher Land- und Justizrat                                                           |       |       |
| 7. März  | Ernst Carl Ludwig Ysenburg von Buri        | deutscher Autor                                                                         | 58    |       |
| 9. März  | Karl Friedrich von Kruse                   | Hofkammer- und Regierungspräsident in Nassau-Usingen                                    | 68    |       |
| 10. März | Franz de Paula Karl von Colloredo          | österreichischer Kabinetts- und Konferenzminister                                       | 69    |       |
| 10. März | Hans Reimar von Kleist                     | preußischer Generalmajor                                                                | 69    |       |
| 10. März | Carl Wenzel von Prittwitz und Gaffron      | preußischer Kammerdirektor, Geheim-, Justiz- und Landrat                                | 71    |       |
| 10. März | François Denis Tronchet                    | französischer Jurist; Verteidiger von Ludwig XVI.                                       | 79    |       |
| 11. März | Shearjashub Bourne                         | US-amerikanischer Politiker                                                             | 59    |       |
| 11. März | Friedrich Bogislaw von Puttkamer           | preußischer Rittergutsbesitzer und langjähriger Landrat des Kreises Stolp               | 73    |       |
| 13. März | James McLene                               | US-amerikanischer Politiker                                                             | 75    |       |
| 13. März | Johann Friedrich Wolff                     | deutscher Arzt, Botaniker und Insektenkundler                                           |       |       |
| 14. März | Johann Gustav Friedrich von Engelbrechten  | deutscher Richter am Wismarer Tribunal, Kanzler von Schwedisch-Pommern                  | 72    |       |
| 15. März | Karl Friedrich Becker                      | deutscher Geschichtsschreiber                                                           | 29    |       |
| 16. März | Juliane Pappritz                           | deutsche Sängerin, Mitbegründerin der Berliner Singakademie und Noten-Kopistin          | 38    |       |
| 16. März | Johann Clemens Tode                        | deutsch-dänischer Mediziner, Hochschullehrer und Schriftsteller                         | 69    |       |
| 16. März | Johann Friedrich Trentepohl                | deutscher lutherischer Geistlicher und Botaniker                                        | 58    |       |
| 17. März | Friedrich Christian Paldamus               | deutscher reformierter Theologe und Geistlicher                                         | 42    |       |
| 18. März | Adolph Friedrich Dehns                     | deutscher Jurist und Ratssekretär der Hansestadt Lübeck                                 | 65    |       |
| 19. März | James Jackson                              | US-amerikanischer Politiker                                                             | 48    |       |
| 21. März | Cosimo Alessandro Collini                  | italienischer Naturhistoriker und Sekretär Voltaires                                    | 78    |       |
| 23. März | George Frederick Pinto                     | englischer Komponist                                                                    | 20    |       |
| 24. März | Jacob Friedemann von Werthern              | deutscher Adliger                                                                       | 66    |       |
| 25. März | Johann George Friedrich von Scheliha       | preußischer Landrat                                                                     | 67    |       |
| 26. März | Jan Alois Hanke                            | mährischer Aufklärer, Historiker, Schriftsteller und Humanist                           | 54    |       |
| 30. März | Georgiana Cavendish, Duchess of Devonshire | britische Adlige und Schriftstellerin                                                   | 48    |       |
| März     | Francis Walker                             | US-amerikanischer Politiker                                                             | 41    |       |
| März     | Georg Wilhelm Wilhelmy                     | deutscher Orgelbauer                                                                    |       |       |

## April
| Tag       | Name                                      | Beruf, bekannt als | Alter | Beleg |
| --------- | ----------------------------------------- | --- | ----- | ----- |
| 2. April  | Werner Marx                               | Generalvikar in Köln | 59    |       |
| 2. April  | Karl Heinrich Seibt                       | deutscher Pädagoge und katholischer Theologe                                                                                            | 71    |       |
| 4. April  | Carlo Gozzi                               | Autor und Dramatiker | 85    |       |
| 4. April  | Charles-Daniel de Meuron                  | Schweizer Offizier in fremden Diensten und Militärunternehmer in holländischen und britischen Diensten sowie britischer Generalleutnant | 67    |       |
| 4. April  | Josef Platzer                             | österreichischer Architekt und Dekorationsmaler                                                                                         | 54    |       |
| 6. April  | Franz Anton von Blanc                     | österreichischer Beamter | 72    |       |
| 6. April  | Georgiana Hare-Naylor                     | britische Malerin und Kunstmäzenin | ≈51   |       |
| 8. April  | Robert Barker                             | irischer Maler |       |       |
| 8. April  | Heinrich Julius Alexander von Kalb        | deutscher Major in französischen Diensten                                                                                               | 53    |       |
| 9. April  | Johann Ephraim Christian Ernst von Irwing | preußischer Generalmajor und zuletzt Kommandant von Schweidnitz                                                                         | 68    |       |
| 9. April  | Wilhelm Heinrich von Kleist               | preußischer Oberst | 70    |       |
| 9. April  | Johann Ernst Schulz                       | deutscher evangelischer Theologe | 63    |       |
| 9. April  | Wilhelm V.                                | Statthalter der Niederlande | 58    |       |
| 10. April | Horatio Gates                             | amerikanischer General im Unabhängigkeitskrieg                                                                                          |       |       |
| 12. April | Louis-Alexandre de Cessart                | französischer Bauingenieur | 86    |       |
| 12. April | Johann Gottfried Hasse                    | deutscher evangelischer Theologe und Orientalist                                                                                        |       |       |
| 13. April | Jean-Jacques Bachelier                    | französischer Maler |       |       |
| 13. April | Philipp Dorninger                         | österreichischer Orgelbauer | ≈85   |       |
| 18. April | Jonas Jeitteles                           | jüdischer Arzt | 70    |       |
| 21. April | Hans Messerli                             | Schweizer Baumeister | 87    |       |
| 22. April | Pierre de Villeneuve                      | französischer Vizeadmiral | 42    |       |
| 24. April | Johann Gottlieb Stieg                     | deutscher Jurist, Oberbürgermeister von Kolberg                                                                                         | 63    |       |
| 26. April | Wenzel Bernard Ambrozy                    | böhmischer Historienmaler | 82    |       |
| 27. April | Amalie von Gallitzin                      | Mitbegründerin des „romantischen“ Katholizismus                                                                                         | 57    |       |
| 30. April | Onogawa Kisaburo                          | Sumōringer und fünfter Yokozuna |       |       |

## Mai
| Tag     | Name                                | Beruf, bekannt als                                                                            | Alter | Beleg |
| ------- | ----------------------------------- | --------------------------------------------------------------------------------------------- | ----- | ----- |
| 1. Mai  | Carl Cannabich                      | deutscher Komponist                                                                           |       |       |
| 3. Mai  | Christoph Saxe                      | Historiker, Universitätsprofessor in Utrecht                                                  | 92    |       |
| 6. Mai  | Judas Thaddäus Sigerst              | deutscher Benediktinerabt                                                                     | 70    |       |
| 7. Mai  | Heinrich Wilhelm von Huth           | dänischer General und Politiker                                                               | 88    |       |
| 8. Mai  | Robert Morris                       | britisch-US-amerikanischer Händler, einer der Gründerväter der USA                            | 72    |       |
| 9. Mai  | Eiler Christopher von Ahlefeldt     | Amtmann und Abt des Bischofssitzes Soissons in Frankreich                                     | 69    |       |
| 9. Mai  | Karl Philipp von Anhalt             | preußischer Generalmajor                                                                      | 73    |       |
| 9. Mai  | Christian Victor Kindervater        | deutscher Generalsuperintendent                                                               | 48    |       |
| 12. Mai | Giambattista Gallicciolli           | venezianischer Historiker, Philologe, Gräzist und Judaist                                     | 72    |       |
| 13. Mai | Antonius Ignatius von Dürfeld       | königlich kaiserlicher Hofrat                                                                 | 79    |       |
| 13. Mai | Samuil Micu                         | rumänischer Philosoph, Theologe, Historiker, Romanist, Grammatiker, Lexikograf und Übersetzer | 60    |       |
| 13. Mai | Wenzel Aloys Stütz                  | deutscher Mediziner                                                                           | 33    |       |
| 15. Mai | James Watson                        | US-amerikanischer Politiker                                                                   | 56    |       |
| 19. Mai | Petrus Domenicus Rosius à Porta     | Schweizer reformierter Geistlicher und Kirchenhistoriker                                      | 71    |       |
| 21. Mai | Maria Antonia von Neapel-Sizilien   | Prinzessin von Neapel-Sizilien, Infantin von Spanien                                          | 21    |       |
| 21. Mai | Ludwig von Büren                    |                                                                                               | 70    |       |
| 31. Mai | Urban Bruun Aaskow                  | dänischer Mediziner                                                                           | 64    |       |
| 31. Mai | George Macartney, 1. Earl Macartney | britischer Staatsmann, Kolonialbeamter und Diplomat                                           | 69    |       |
| 31. Mai | Michael von Melas                   | österreichischer General                                                                      | 77    |       |
| Mai     | John Jordan Crittenden Sen.         | US-amerikanischer Politiker                                                                   |       |       |

## Juni
| Tag      | Name                                  | Beruf, bekannt als                                                             | Alter | Beleg |
| -------- | ------------------------------------- | ------------------------------------------------------------------------------ | ----- | ----- |
| 3. Juni  | Christian Wilhelm Alers               | deutscher Autor und Dichter                                                    | 68    |       |
| 3. Juni  | Hartwig Ludwig Christian Bacmeister   | deutscher Historiker, Geograph, Linguist und Bibliograph                       | 76    |       |
| 5. Juni  | Gabriel François Doyen                | französischer Maler                                                            | 80    |       |
| 6. Juni  | Philipp Heinrich Hellermann           | deutscher Baumeister                                                           | 77    |       |
| 6. Juli  | Daniel Mowry                          | US-amerikanischer Politiker                                                    | 76    |       |
| 7. Juni  | Carl August von Schönberg             | kurfürstlich-sächsischer Kammerherr, Obersteuerdirektor und Rittergutsbesitzer | 81    |       |
| 8. Juni  | Johann La Roche                       | österreichischer Schauspieler                                                  | 61    |       |
| 8. Juni  | George Wythe                          | US-amerikanischer Politiker und Jurist                                         |       |       |
| 12. Juni | Ernst Johann Sigismund von Boyen      | preußischer General der Kavallerie                                             | 75    |       |
| 12. Juni | Eugenios Voulgaris                    | griechischer Mönch, Theologe, Philosoph und Schriftsteller                     | 89    |       |
| 15. Juni | Otto Hermann von der Howen            | kurländischer Politiker                                                        | 65    |       |
| 15. Juni | Johann Christoph Alexander von Stosch | preußischer Rittmeister und Landrat                                            | 79    |       |
| 16. Juni | Johann Wilhelm du Plat                | kurhannoverscher Generalleutnant und Kartograf                                 | 70    |       |
| 17. Juni | Henry Holland                         | britischer Architekt                                                           | 60    |       |
| 17. Juni | Joseph Sécret Pascal-Vallongue        | französischer Brigadegeneral der Pionier                                       | 43    |       |
| 20. Juni | Peter Anton Moosbrugger               | österreichischer Rokoko-Stuckateur                                             | 73    |       |
| 21. Juni | Franz Xaver von Sachsen               | Prinz von Sachsen und Polen                                                    | 75    |       |
| 21. Juni | Johann Ignaz Schiffermüller           | österreichischer Autor und Zoologe                                             | 78    |       |
| 22. Juni | Heinrich Julius Blume                 | Instrumentenbauer                                                              | 35    |       |
| 23. Juni | Mathurin-Jacques Brisson              | französischer Zoologe und Naturphilosoph                                       | 83    |       |
| 23. Juni | Adolf Friedrich Harper                | deutscher Landschaftsmaler                                                     | 80    |       |
| 28. Juni | Johann Friedrich Ludwig Sievers       | deutscher Organist und Komponist                                               | 64    |       |

## Juli
| Tag      | Name                            | Beruf, bekannt als                                                                                    | Alter | Beleg |
| -------- | ------------------------------- | --- | ----- | ----- |
| 1. Juli  | Joachim von Schwarzkopf         | deutscher Jurist, Historiker und Diplomat im Dienste des Kurfürstentums Hannover                      | 40    |       |
| 4. Juli  | Karl Ernst von Dobschütz        | deutscher Gutsbesitzer, Falschmünzer, Staatsverbrecher                                                | 53    |       |
| 4. Juli  | Charles Henri Sanson            | Henker von Paris und Versailles, Revolutionshenker der Französischen Revolution                       | 67    |       |
| 6. Juli  | Friedrich Wilhelm von Lengefeld | preußischer Generalleutnant und General-Werbeinspekteur                                               | 72    |       |
| 7. Juli  | Isaak Daniel Itzig              | preußischer Hofbaurat und jüdischer Unternehmer                                                       | 55    |       |
| 7. Juli  | Heinrich Eggard von Woedtke     | preußischer Jurist                                                                                    | 73    |       |
| 10. Juli | George Stubbs                   | englischer Maler und Wissenschaftler                                                                  | 81    |       |
| 11. Juli | James Smith                     | irisch-britisch-US-amerikanischer Rechtsanwalt und Unterzeichner der Unabhängigkeitserklärung der USA |       |       |
| 16. Juli | Jean Louis Delolme              | Schweizer Rechtsgelehrter                                                                             |       |       |
| 16. Juli | Caterino Mazzolà                | italienischer Librettist und Dichter                                                                  | 61    |       |
| 22. Juli | Maximilian Baillet von Latour   | österreichischer General                                                                              | 68    |       |
| 22. Juli | John Williams                   | US-amerikanischer Politiker                                                                           | 53    |       |
| 23. Juli | Johann Valentin Heimes          | deutscher Priester und Weihbischof des Bistums Mainz                                                  | 65    |       |
| 25. Juli | Justus Arnemann                 | deutscher Medizinprofessor und Chirurg                                                                | 43    |       |
| 25. Juli | Friedrich Gustav Arvelius       | estnischer Volksaufklärer, Schriftsteller und Dichter                                                 | 53    |       |
| 26. Juli | Johann Gottfried Arnold         | deutscher Cellist und Komponist                                                                       | 33    |       |
| 26. Juli | Karoline von Günderrode         | deutsche Schriftstellerin der Romantik                                                                | 26    |       |
| Juli     | Robert Gray                     | amerikanischer Seefahrer und Entdecker                                                                | 51    |       |

## August
| Tag        | Name                            | Beruf, bekannt als                                                  | Alter | Beleg |
| ---------- | ------------------------------- | ------------------------------------------------------------------- | ----- | ----- |
| 1. August  | Vincenzo Lunardi                | italienischer Luftfahrtpionier                                      | 47    |       |
| 2. August  | Johann Heinrich Vincent Nölting | Gymnasialprofessor in Hamburg für Philosophie                       | 70    |       |
| 2. August  | Carl Friedrich Wilhelm Zincken  | deutscher Jurist und Justizbeamter in Wolfenbüttel und Braunschweig |       |       |
| 3. August  | Michel Adanson                  | französischer Botaniker                                             | 79    |       |
| 4. August  | Johann Gottfried Hagemeister    | deutscher Schauspieler, Dichter, Publizist und Lehrer               | 44    |       |
| 6. August  | Johann Rudolf Schellenberg      | Schweizer Maler, Radierer, Illustrator, Botaniker und Entomologe    | 66    |       |
| 8. August  | Rudolf Gottlieb von Dyherrn     | preußischer Generalmajor                                            |       |       |
| 10. August | Michael Haydn                   | österreichischer Komponist                                          | 68    |       |
| 10. August | Christian Kalkbrenner           | deutscher Chordirektor und Komponist                                | 50    |       |
| 17. August | John Dennis                     | US-amerikanischer Politiker                                         | 34    |       |
| 17. August | Heinrich Mette                  | deutscher Gärtner                                                   | 71    |       |
| 18. August | Johann August Arens             | deutscher Architekt, Landschaftsgestalter, Baubeamter               | 49    |       |
| 20. August | Karl Ludwig                     | Fürst von Anhalt-Bernburg-Schaumburg-Hoym, holländischer General    | 83    |       |
| 21. August | Franz Joseph Fischer            | Prämonstratenser, Abt                                               |       |       |
| 21. August | Franz Heinrich Ziegenhagen      | deutscher Kaufmann und Sozialutopist                                | 52    |       |
| 22. August | Jean-Honoré Fragonard           | französischer Maler                                                 | 74    |       |
| 22. August | Conrad Quensel                  | schwedischer Naturforscher                                          | 38    |       |
| 23. August | Charles Augustin de Coulomb     | französischer Physiker                                              | 70    |       |
| 23. August | Johann Eleazar Zeissig          | deutscher Maler und Zeichner                                        | 68    |       |
| 26. August | Johann Philipp Palm             | deutscher Buchhändler                                               | 39    |       |
| 28. August | Karl Daniel Reusch              | deutscher Physiker und Bibliothekar                                 | 71    |       |
| 29. August | Susanne Bohl                    | deutsche Gelegenheitsdichterin der Goethe-Zeit                      | 68    |       |
| 29. August | Swibert Burkhard Schiverek      | Botaniker                                                           | 64    |       |

## September
| Tag           | Name                               | Beruf, bekannt als                                                       | Alter | Beleg |
| ------------- | ---------------------------------- | ------------------------------------------------------------------------ | ----- | ----- |
| 1. September  | Edward Nairne                      | englisches Optiker, Instrumentenbauer und Entdecker des Radiergummis     |       |       |
| 2. September  | Leopold Alois Hoffmann             | österreichischer Publizist und Dramatiker                                | 46    |       |
| 3. September  | Charles Pettit                     | US-amerikanischer Politiker                                              |       |       |
| 4. September  | Johann Michael von Herbert         | österreichischer Unternehmer (Österreich)                                | 79    |       |
| 6. September  | Louis-Pierre Anquetil              | französischer Historiker                                                 | 83    |       |
| 6. September  | Johann Wilhelm Christian Brühl     | deutscher Mediziner und Hochschullehrer                                  | 48    |       |
| 4. September  | Wilhelm Gottlieb Korn              | deutscher Buchhändler und Herausgeber                                    | 66    |       |
| 7. September  | Hieronymus von Brückner            | preußischer Generalmajor und Chef des Dragonerregiments Nr. 9            | 75    |       |
| 9. September  | William Paterson                   | US-amerikanischer Staatsmann, Richter am Supreme Court                   | 60    |       |
| 10. September | Johann Christoph Adelung           | deutscher Bibliothekar und Sprachforscher                                | 74    |       |
| 10. September | Johann Anton Leisewitz             | deutscher Autor, Jurist und Schriftsteller                               | 54    |       |
| 13. September | Charles James Fox                  | britischer Staatsmann und Redner                                         | 57    |       |
| 13. September | David Wing                         | US-amerikanischer Politiker und Richter                                  | 40    |       |
| 14. September | Johann Andreas Agthe               | deutscher Organist                                                       | 73    |       |
| 19. September | Franz Samuel Karpe                 | Philosoph und Hochschullehrer                                            | 58    |       |
| 21. September | Johann Rudolf Holzhalb             | Schweizer Kupferstecher, Radierer, Zeichner, Verleger und Landvogt       |       |       |
| 21. September | Ambros Stierlin                    | Schweizer Benediktinermönch, Stiftskapellmeister, Komponist und Organist | 39    |       |
| 23. September | Placidus Sprenger                  | deutscher Benediktiner und Historiker                                    | 70    |       |
| 27. September | Wolfgang Heribert von Dalberg      | deutscher Verwaltungsbeamter, Intendant des Nationaltheaters in Mannheim | 55    |       |
| 28. September | August von Sachsen-Gotha-Altenburg | Prinz und Mäzen                                                          | 59    |       |

## Oktober
| Tag         | Name                                    | Beruf, bekannt als                                                                                        | Alter | Beleg |
| ----------- | --------------------------------------- | --- | ----- | ----- |
| 5. Oktober  | Joseph d’Hémery                         | französischer Beamter                                                                                     | 84    |       |
| 9. Oktober  | Abraham Jacob van Imbijze van Batenburg | niederländischer Gouverneur von Berbice und Essequibo                                                     | 53    |       |
| 9. Oktober  | Friedrich August Brand                  | österreichischer Landschafts- und Historienmaler                                                          | 70    |       |
| 10. Oktober | Henri Fouquet                           | französischer Arzt, Enzyklopädist                                                                         | 79    |       |
| 10. Oktober | Theresa Concordia Maron                 | deutsche Malerin                                                                                          |       |       |
| 10. Oktober | Jeremias Jakob Oberlin                  | französischer Gelehrter und Philologe                                                                     | 71    |       |
| 10. Oktober | Louis Ferdinand von Preußen             | Sohn des Prinzen Ferdinand von Preußen und seiner Gemahlin Anna Elisabeth Luise von Brandenburg-Schwedt   | 33    |       |
| 10. Oktober | Franz Josef Schwoy                      | mährischer Topograph und Archivar                                                                         | 63    |       |
| 13. Oktober | Johann Christian Petersen               | deutscher evangelischer Theologe                                                                          | 56    |       |
| 14. Oktober | Jean-Louis Debilly                      | französischer Brigadegeneral der Artillerie und Infanterie                                                | 43    |       |
| 14. Oktober | Joseph Higonet                          | französischer Colonel der Infanterie                                                                      | 34    |       |
| 14. Oktober | Charles Antoine Houdar de La Motte      | französischer Colonel der Infanterie                                                                      | 32    |       |
| 15. Oktober | Paul Joseph Barthez                     | französischer Mediziner                                                                                   | 71    |       |
| 16. Oktober | Christian Ludwig Seebaß                 | deutscher Philosoph                                                                                       | 52    |       |
| 17. Oktober | Jean-Jacques Dessalines                 | Kaiser von Haiti (1804–1806)                                                                              | 48    |       |
| 17. Oktober | Franz Seydelmann                        | deutscher Musiker und Komponist                                                                           | 58    |       |
| 18. Oktober | Heinrich Gottfried Engelbrecht          | preußischer Oberst                                                                                        |       |       |
| 18. Oktober | Friedrich Wilhelm Carl von Schmettau    | deutscher Offizier, zuletzt königlich preußischer Generalleutnant sowie Topograf und Kartograf            | 63    |       |
| 19. Oktober | Stanisław Zawadzki                      | polnischer Architekt und Offizier                                                                         |       |       |
| 22. Oktober | Thomas Sheraton                         | Möbeldesigner                                                                                             |       |       |
| 23. Oktober | Carlo Luigi Buronzo del Signore         | italienischer römisch-katholischer Geistlicher und Erzbischof von Turin                                   | 75    |       |
| 25. Oktober | Benjamin Banneker                       | US-amerikanischer Wissenschaftler                                                                         | 74    |       |
| 25. Oktober | Henry Knox                              | US-amerikanischer Buchhändler, oberster Artillerieoffizier der Kontinentalarmee, erster US-Kriegsminister | 56    |       |
| 26. Oktober | John Graves Simcoe                      | britischer Vizegouverneur von Upper Canada                                                                | 54    |       |
| 27. Oktober | Helwig Bernhard Jaup                    | deutscher Jurist und Hochschullehrer                                                                      | 56    |       |
| 28. Oktober | Charlotte Turner Smith                  | englische Schriftstellerin, Dichterin und Übersetzerin                                                    | 57    |       |
| 29. Oktober | Karl Friedrich Gottlieb von Schladen    | preußischer Generalleutnant, Chef des Infanterieregiments Nr. 41                                          | 76    |       |
| 30. Oktober | Friedrich Gabriel Resewitz              | Pädagoge und Bildungspolitiker                                                                            | 77    |       |
| 31. Oktober | Sophie Mereau                           | Schriftstellerin der deutschen Romantik                                                                   | 36    |       |

## November
| Tag          | Name                                    | Beruf, bekannt als                                                                              | Alter | Beleg |
| ------------ | --------------------------------------- | ----------------------------------------------------------------------------------------------- | ----- | ----- |
| 1. November  | Johann Gottfried Kletschke              | preußischer Feldpropst                                                                          | 58    |       |
| 1. November  | Christian Heinrich von Quitzow          | preußischer Generalmajor und Chef des Kürassierregiments Nr. 6                                  | 69    |       |
| 1. November  | Ludwig Zöschinger                       | deutscher Geistlicher, Komponist und Organist                                                   | 75    |       |
| 3. November  | José Clavijo y Fajardo                  | spanischer Publizist und Schriftsteller                                                         | 80    |       |
| 3. November  | Karl Gottlob Leisching                  | deutscher Superintendent in Langensalza                                                         | 80    |       |
| 5. November  | Georg Melchior Kraus                    | deutscher Maler, Pädagoge und Unternehmer                                                       | 69    |       |
| 5. November  | Franz Novotny                           | rumäniendeutscher Kirchenmusiker und Komponist                                                  |       |       |
| 6. November  | Gottlieb Nicolaus Stolterfoth           | evangelisch-lutherischer Pastor an der Lübecker Burgkirche                                      | 45    |       |
| 7. November  | Eberhard Georg von Gemmingen            | Grundherr in Rappenau mit Pachtbesitz in Ungarn                                                 | 52    |       |
| 7. November  | Antoine Joyard                          | deutscher Geheimer Kriegsrat, Steuerdirektor und Oberhaushofmarschall                           |       |       |
| 8. November  | Pjotr Borissowitsch Inochodzew          | russischer Astronom und Astronomiehistoriker                                                    | 63    |       |
| 9. November  | Ernst August von Wintzingerode          | königlich-preußischer Generalleutnant und Kommandant der Garde du Corps                         | 59    |       |
| 10. November | Christian Ludwig Hautt                  | deutscher Baumeister                                                                            | 80    |       |
| 10. November | Karl Wilhelm Ferdinand                  | preußischer Feldmarschall                                                                       | 71    |       |
| 10. November | Shah Alam II.                           | Großmogul von Indien                                                                            | 78    |       |
| 11. November | Fra Diavolo                             | italienischer Straßenräuber und Widerstandskämpfer                                              | 35    |       |
| 11. November | Friedrich Christian Arnold von Jungkenn | hessischer General und Kriegsminister                                                           | 74    |       |
| 11. November | Joseph Gottlieb Kölreuter               | deutscher Botaniker und Professor für Naturgeschichte sowie Direktor der Hofgärten in Karlsruhe | 73    |       |
| 12. November | Johann Leonhard Callisen                | deutscher evangelischer Theologe, Generalsuperintendent von Holstein                            | 68    |       |
| 12. November | August Schenck                          | deutscher Richter, Präsident des Oberappellationsgerichtes Darmstadt                            | 61    |       |
| 18. November | Claude-Nicolas Ledoux                   | französischer Architekt                                                                         | 70    |       |
| 24. November | Gerhard Matthäus Wallacher              | Frankfurter Jurist und Politiker                                                                | 62    |       |
| 30. November | Moritz Balthasar Borkhausen             | deutscher Naturwissenschaftler                                                                  | 45    |       |
| 30. November | Jakob von Colong                        | preußischer General der Infanterie, Direktor des 3. Departements im Oberkriegskolleg            | 82    |       |
| November     | Johann Georg Buchwald                   | deutscher Porzellankünstler                                                                     | 83    |       |

## Dezember
| Tag          | Name                                | Beruf, bekannt als                                                                               | Alter | Beleg |
| ------------ | ----------------------------------- | ------------------------------------------------------------------------------------------------ | ----- | ----- |
| 1. Dezember  | Johann August Urlsperger            | deutscher Theologe und Prediger (Pietist)                                                        | 78    |       |
| 2. Dezember  | Franz Kreutter                      | deutscher Ordensgeistlicher (Benediktiner) und Historiker                                        | 70    |       |
| 9. Dezember  | Franz                               | Herzog von Sachsen-Coburg-Saalfeld                                                               | 56    |       |
| 9. Dezember  | Josef Georg Hörl                    | österreichischer Jurist, Bürgermeister von Wien                                                  | 84    |       |
| 10. Dezember | Christoph Nathe                     | deutscher Miniaturmaler, Aquarellist und Radierer                                                | 53    |       |
| 14. Dezember | John Breckinridge                   | US-amerikanischer Jurist und Politiker                                                           | 46    |       |
| 15. Dezember | János Fonovich                      | Lehrer, Jesuit                                                                                   | 91    |       |
| 17. Dezember | Thomas Beach                        | englischer Porträtmaler                                                                          |       |       |
| 17. Dezember | Sigmund von Gemmingen               | österreichischer Feldzeugmeister und Ritter des Maria-Theresia-Ordens                            | 82    |       |
| 19. Dezember | Christian Lower                     | US-amerikanischer Politiker                                                                      | 66    |       |
| 20. Dezember | Peter Petrowitsch Dolgorukow        | russischer General und Diplomat                                                                  | 28    |       |
| 21. Dezember | Adrien-Louis de Bonnières           | französischer Botschafter                                                                        | 71    |       |
| 24. Dezember | Ferdinand Karl von Österreich-Este  | Erzherzog von Österreich, Generalgouverneur der Lombardei und Begründer des Hauses Habsburg-Este | 52    |       |
| 24. Dezember | Karl Albrecht Friedrich von Raumer  | preußischer Offizier, zuletzt Generalleutnant                                                    | 77    |       |
| 26. Dezember | Louis Carmontelle                   | französischer Maler, Erfinder und Landschaftsgestalter                                           | 89    |       |
| 29. Dezember | Charles Lennox, 3. Duke of Richmond | britischer Adliger                                                                               | 71    |       |

## Datum unbekannt
| Tag           | Name                         | Beruf, bekannt als                                                                       | Alter | Beleg |
| ------------- | ---------------------------- | ---------------------------------------------------------------------------------------- | ----- | ----- |
|               | Johann Georg Allgeyer d. J.  | deutscher Orgelbauer                                                                     |       |       |
|               | Pietro Bardellino            | italienischer Maler                                                                      |       |       |
|               | Joseph Billings              | englischer Seefahrer und Hydrograph                                                      |       |       |
|               | Luigi Borghi                 | italienischer Violinist Komponist der Vorklassik                                         |       |       |
|               | Thomas Braidwood             | britischer Pädagoge                                                                      |       |       |
|               | Julius Ernst von Buggenhagen | preußischer Kammerpräsident und Staatsminister                                           |       |       |
|               | Colebee                      | Elder der Aborigines, den die Briten gefangen nahmen                                     |       |       |
|               | Johann Peter Constant        | Tänzer, Maschinen- und Pantomimenmeister                                                 |       |       |
| Mai oder Juni | John Abraham Fisher          | englischer Violinvirtuose, Dirigent und Komponist                                        |       |       |
|               | Kitagawa Utamaro             | japanischer Künstler                                                                     |       |       |
|               | Theophil Huebpauer           | deutscher Augustiner                                                                     |       |       |
|               | Martin Lampe                 | deutscher Diener Immanuel Kants                                                          |       |       |
|               | Andreas Moser                | deutscher Schriftsteller und Pädagoge                                                    |       |       |
|               | Mungo Park                   | britischer Afrikaforscher                                                                |       |       |
|               | Simon Pölzel                 | Gärtner                                                                                  |       |       |
|               | Ignatz von Predl             | bayerischer Verwaltungsbeamter und Amateurkünstler                                       |       |       |
|               | Sakurada Jisuke I.           | japanischer Kabukiautor                                                                  |       |       |
|               | Karl Funk von Senftenau      | deutsch-österreichischer Generalmajor und Feldmarschall-Leutnant                         |       |       |
|               | Richard Sprigg               | US-amerikanischer Jurist und Politiker                                                   |       |       |
|               | Johann Jakob Stockmar        | Hofmaler Ludwigs IX. von Hessen-Darmstadt, Oberstleutnant und Stadtkommandant Darmstadts |       |       |
|               | Matthias Stumpf              | Schweizer Maler und Kupferstecher                                                        |       |       |
|               | Johann Martin Will           | deutscher Kupferstecher, Künstler, Verleger und Herausgeber                              |       |       |